# Dacryomycetopsis rosea
Dacryomycetopsis rosea är en svampart som beskrevs av Rick 1958. Dacryomycetopsis rosea ingår i släktet Dacryomycetopsis, divisionen basidiesvampar och riket svampar.   Inga underarter finns listade i Catalogue of Life.